# Талалаев, Владимир Тимофеевич
Владимир Тимофеевич Талалаев (17 (29) мая 1886 — 1 сентября 1947, Москва) — советский патологоанатом, Заслуженный деятель науки РСФСР (1942). Член ВКП(б) с 1946 года.

## Биография
Родился в семье казака станицы Нижнекундрюченская Донской губернии. Талалаев окончил в 1907 году одесскую гимназию, в 1912 году — медицинский факультет Императорского Новороссийского университета. В том же году был зачислен на медицинский факультет Московского университета, был старшим помощником прозектора кафедры патологической анатомии, с 1915 года — старшим ассистентом, с 1926 года — приват-доцент кафедры патологической анатомии медицинского факультета 1-го Московского государственного университета.
Одновременно работал в Старо-Екатерининской больнице. С 1918 года заведовал патоморфологическим отделением этой больницы (впоследствии Московский областной научно-исследовательский клинический институт имени М. Ф. Владимирского (МОНИКИ). С 1930 по 1941 год также являлся заведующим кафедрой патологической анатомии Центрального института усовершенствования врачей.
Основные труды Талалаева посвящены ревматизму, им изучен гистогеноз ревматической гранулёмы (узелки Ашоффа; в советских источниках — гранулёма Ашоффа — Талалаева) в оболочках сердца. В 1929 году опубликовал монографию «Острый ревматизм», за которую в 1936 году получил премию Международной антиревматической лиги. Также работы Талалаева посвящены крупозной пневмонии, сенсибилизации и аллергии, морфологии сепсиса, желчнокаменной болезни и другим проблемам. Им в 1923 году был разработан пластинчатый метод изготовления анатомических препаратов.
В начале Великой Отечественной войны Талалаев участвовал в развёртывание 4-го Московского медицинского института в Фергане, руководил кафедрой патологической анатомии и патологической физиологии, в качестве прозектора обслуживал эвакуационные госпитали. В 1943 году был отозван в Москву и назначен главным патологоанатомом эвакуационных госпиталей Москвы. В послевоенный период занимал пост главного патологоанатома Москвы и Московской области.
Похоронен на Новодевичьем кладбище. В 1949 году имя Талалаева был присвоено патологоанатомическому корпусу МОНИКИ, там установлен его бюст. Также были учреждены две премии имени Талалаева: в Московском медицинском институте Министерства здравоохранения РСФСР и в МОНИКИ для аспирантов. В 1953 году были изданы избранные научные труды Талалаева.

## Награды
- Орден «Знак Почёта» (1943)
- Значок «Отличнику здравоохранения»
- медали